# Giuseppe Galante
Giuseppe Galante (ur. 2 września 1937 w Domaso, zm. 20 grudnia 2021 w Gravedonie) – włoski wioślarz, dwukrotny medalista olimpijski.

## Kariera
Wystąpił na igrzyskach olimpijskich w Rzymie w 1960, gdzie Włosi w składzie: Tullio Baraglia, Renato Bosatta, Giancarlo Crosta i Giuseppe Galante zdobyli srebrny medal w czwórkach bez sternika. W finale o 2,52 sekundy przegrali z osadą USA, a o 0,84 sekundy wyprzedzili osadę ZSRR. Na rozgrywanych cztery lata później igrzyskach olimpijskich w Tokio Renato Bosatta, Emilio Trivini, Giuseppe Galante, Franco De Pedrina i Giovanni Spinola (sternik) zajęli drugie miejsce w czwórkach ze sternikiem. Uplasowali się o 2,44 sekundy za Wspólną Reprezentacją Niemiec i 3,62 sekundy przed Holendrami. Brał też udział w igrzyskach olimpijskich w Meksyku w 1968, gdzie zajął czwarte miejsce w czwórkach ze sternikiem. 
Ponadto zdobył złoty medal w czwórce bez sternika na mistrzostwach Europy w Pradze (1961) i brązowy w czwórce ze sternikiem na mistrzostwach Europy w Amsterdamie (1964).